# Società Sportiva Lazio 2013-2014
Questa voce raccoglie le informazioni riguardanti la Società Sportiva Lazio nelle competizioni ufficiali della stagione 2013-2014.

## Stagione
Nettamente sconfitta dalla Juventus nell'incontro valido per l'assegnazione della Supercoppa italiana, il 22 settembre 2013 la squadra biancoceleste — reduce da un nuovo poker subìto alla Continassa — perse il derby capitolino interrompendo in tal modo un trend positivo nelle stracittadine inaugurato il 16 ottobre 2011. Tale striscia includeva la finale di Coppa Italia del precedente 26 maggio, in cui il trionfo degli uomini di Petković valse loro la qualificazione diretta all'Europa League: la fase a gironi del suddetto torneo venne superata in compagnia del turco Trabzonspor, con un bilancio di 3 affermazioni ed altrettanti pareggi.
Una deludente fase d'andata in campionato si tradusse però nel licenziamento del tecnico, dopo i 20 punti ottenuti in 17 gare: il contestuale accordo raggiunto dall'allenatore con la selezione elvetica generò poi attriti con la dirigenza, sfociando nel ritorno in panchina di Edoardo Reja nel gennaio 2014. Sotto la gestione del friulano, la Lazio — il cui percorso stagionale nelle coppe venne frenato rispettivamente da Napoli e Ludogorets — si posizionò nona in classifica: il risultato non fu sufficiente a garantire un biglietto per l'Europa, traguardo divenuto appannaggio del Torino.

## Divise e sponsor
Le nuove maglie sono state presentate il 9 luglio 2013 in Piazza di San Silvestro. Davanti a più di 2.000 tifosi, sono state mostrate le tre divise da gioco, tutte marchiate dallo sponsor tecnico Macron per il secondo anno consecutivo. L'evento, iniziato alle 21.30 circa, ha visto la partecipazione di tutto lo staff tecnico, dei giocatori e alcuni personaggi famosi.
La prima maglia è celeste caratterizzata da un colletto bianco alla "coreana" e da strisce bianche sui fianchi. La seconda invece è gialla caratterizzata da un colletto blu notte a "V" e bordi anch'essi dello stesso colore, tale maglia, come espresso dalla Macron, sta a rappresentare la maglia utilizzata dalla Lazio quando nella stagione 1998-1999 la prima squadra della capitale vinse 2-1 contro il Maiorca in finale di Coppa delle Coppe.
La Macron ha voluto anche creare la terza divisa di colore navy caratterizzato da righe orizzontali celesti e da un colletto celeste a "V" ripreso dalla seconda maglia. Sulla prima e sulla seconda maglia lo scudetto della Lazio è ricamato con i classici colori del club, mentre sulla terza divisa sarà di colore celeste con effetto cromatico. Su tutte le divise di gioco sarà presente, nel retro delle maglie sotto il colletto, la scritta della denominazione societaria S.S. Lazio 1900. Lo sponsor ufficiale per la stagione 2013-2014 non è previsto, anche se in occasione del match casalingo di campionato contro l'Udinese del 25 agosto campeggiava sulle casacche laziali la scritta "We love football, We fight racism" (Amiamo il calcio, Combattiamo il razzismo), per dimostrare solidarietà ad alcuni giocatori della Juventus, vittime di cori a sfondo razziale, avvenuti durante la partita di Supercoppa italiana tra Aquile e Zebre.
Il 6 ottobre successivo, durante la gara di campionato Lazio-Fiorentina, la formazione romana è scesa in campo con una divisa commemorativa per celebrare il centenario della nascita di Silvio Piola, il più prolifico bomber della storia del calcio italiano, nonché del club capitolino; tale divisa riprendeva lo stile e la colorazione di quella indossata a suo tempo da Piola, con maglia celeste, pantaloncini bianchi e calzettoni neri. Il 31 ottobre, in occasione della trasferta contro il Milan, sulla maglia della Lazio campeggiava il logo di "Lazio Style Channel", canale televisivo ufficiale del club capitolino. Tale logo compare sulle maglie laziali anche per le gare di campionato in casa di Bologna e Catania. In occasione del derby disputato il 9 febbraio 2014 è presente sulle casacche il logo della clinica Paideia.
| Casa | Trasferta | Terza divisa | Centenario Piola | Portiere | Trasf. portiere | Terza portiere |

La composizione delle divise è la seguente:
- Casa: la maglia è celeste, il pantaloncino è bianco, i calzettoni bianchi con righe celesti orizzontali.
- Trasferta: la maglia è gialla con colletto e pantaloncino blu notte, mentre i calzettoni sono gialli con righe blu notte orizzontali.
- Terza divisa: la maglia è navy come il pantaloncino e i calzettoni con righe celesti orizzontali, mentre il colletto è celeste.

Va ricordato che, a seconda dei colori della squadra avversaria, i pantaloncini e i calzettoni possono essere abbinati in modo differente.

## Organigramma societario
Area direttiva
Consiglio di gestione
- Presidente: Claudio Lotito
- Consigliere: Marco Moschini

Consiglio di sorveglianza
- Presidente: Corrado Caruso
- Vicepresidente: Alberto Incollingo
- Consiglieri: Fabio Bassan, Vincenzo Sanguigni, Massimo Silvano

Area organizzativa
- Segretario Generale: Armando Antonio Calveri
- Team Manager: Maurizio Manzini
- Direzione Amm.va e Controllo di Gestione / Investor Relator: Marco Cavaliere
- Direzione Legale e Contenziosi: Francesca Miele
- Direzione Organizzativa Centro Sportivo di Formello, Uffici, Country Club, Stadio: Giovanni Russo
- S.L.O. / Supporter Liaison Officer: Armando Calveri
- Delegato Sicurezza Stadio/R.S.P.P.: Sergio Pinata
- Responsabile Biglietteria: Angelo Cragnotti
- Direzione Settore Giovanile: Giulio Coletta

Area marketing
- Coordinatore Marketing, Sponsorizzazioni ed Eventi: Marco Canigiani
- Area Marketing: Massimiliano Burali d'Arezzo, Laura Silvia Zaccheo
- Area Licensing e Retail: Valerio D'Attilia

Area comunicazione
- Responsabile Comunicazione/Stampa: Stefano De Martino

Area tecnica
- Direttore Sportivo: Igli Tare
- Coordinatore area tecnica: Igli Tare
- Allenatore: Edoardo Reja
- Allenatore in seconda: Alberto Bollini
- Collaboratore prima squadra: Jesse Fioranelli
- Preparatori atletici: Adriano Bianchini, Alessandro Fonte
- Preparatore dei portieri: Adalberto Grigioni

Area sanitaria
- Direttore sanitario: dott. Ivo Pulcini
- Coordinatore staff sanitario: dott. Roberto Bianchini
- Medico sociale: dott. Stefano Salvatori
- Fisioterapisti: Valerio Caroli, Stefano Sistilli
- Consulente ortopedico: dott. Stefano Lovati
- Consulente nutrizionista: prof. Roberto Verna

## Rosa
| N. |                                 | Ruolo | Calciatore                       |
| -- | ------------------------------- | ----- | -------------------------------- |
| 1  | Albania (bandiera)              | P     | Etrit Berisha                    |
| 2  | Francia (bandiera)              | D     | Michaël Ciani                    |
| 3  | Brasile (bandiera)              | D     | André Dias                       |
| 4  | Italia (bandiera)               | C     | Luca Crecco                      |
| 5  | Argentina (bandiera)            | C     | Lucas Biglia                     |
| 6  | Italia (bandiera)               | C     | Stefano Mauri (capitano)         |
| 7  | Brasile (bandiera)              | C     | Felipe Anderson                  |
| 8  | Brasile (bandiera)              | C     | Hernanes                         |
| 10 | Brasile (bandiera)              | C     | Ederson                          |
| 11 | Germania (bandiera)             | A     | Miroslav Klose                   |
| 14 | Spagna (bandiera)               | A     | Keita Baldé                      |
| 15 | Uruguay (bandiera)              | C     | Álvaro González                  |
| 16 | Croazia (bandiera)              | D     | Josip Elez                       |
| 17 | Portogallo (bandiera)           | C     | Bruno Pereirinha                 |
| 18 | Senegal (bandiera)              | D     | Moustapha Seck                   |
| 19 | Bosnia ed Erzegovina (bandiera) | C     | Senad Lulić                      |
| 20 | Italia (bandiera)               | D     | Giuseppe Biava                   |
| 21 | Francia (bandiera)              | C     | Gaël Kakuta                      |
| 22 | Italia (bandiera)               | P     | Federico Marchetti               |
| 23 | Nigeria (bandiera)              | C     | Ogenyi Onazi                     |
| 24 | Italia (bandiera)               | C     | Cristian Ledesma (vice capitano) |
| 25 | Italia (bandiera)               | D     | Riccardo Serpieri                |
| 26 | Romania (bandiera)              | D     | Ștefan Radu                      |
| 27 | Albania (bandiera)              | C     | Lorik Cana                       |

| N. |                         | Ruolo | Calciatore          |
| -- | ----------------------- | ----- | ------------------- |
| 28 | Brasile (bandiera)      | D     | Vinícius Freitas    |
| 29 | Francia (bandiera)      | D     | Abdoulay Konko      |
| 30 | Uruguay (bandiera)      | A     | Emiliano Alfaro     |
| 34 | Colombia (bandiera)     | A     | Brayan Perea        |
| 39 | Belgio (bandiera)       | D     | Luís Pedro Cavanda  |
| 45 | Spagna (bandiera)       | A     | Mamadou Tounkara    |
| 46 | Portogallo (bandiera)   | A     | Hélder Postiga      |
| 48 | Italia (bandiera)       | D     | Lorenzo Filippini   |
| 49 | Italia (bandiera)       | A     | Cristiano Lombardi  |
| 52 | Italia (bandiera)       | C     | Alessandro Murgia   |
| 55 | Italia (bandiera)       | P     | Guido Guerrieri     |
| 58 | Camerun (bandiera)      | C     | Joseph Minala       |
| 60 | Italia (bandiera)       | D     | Gianluca Pollace    |
| 85 | Argentina (bandiera)    | D     | Diego Novaretti     |
| 87 | Italia (bandiera)       | C     | Antonio Candreva    |
| 94 | Serbia (bandiera)       | C     | Miloš Antić         |
| 95 | Albania (bandiera)      | P     | Thomas Strakosha    |
| 99 | Italia (bandiera)       | A     | Sergio Floccari     |
|    | Uruguay (bandiera)      | A     | Gonzalo Barreto     |
|    | Italia (bandiera)       | A     | Tommaso Ceccarelli  |
|    | Burkina Faso (bandiera) | A     | Salam Dené          |
|    | Italia (bandiera)       | A     | Alessandro Di Mario |
|    | Nigeria (bandiera)      | A     | Sani Emmanuel       |
|    | Italia (bandiera)       | A     | Giuseppe Sculli     |

## Calciomercato
La Lazio ha iniziato la sessione estiva di calciomercato con l'acquisto del difensore argentino Diego Novaretti, svincolatosi dal club messicano del Toluca. La Lazio riscatta anche metà del cartellino del giocatore Antonio Candreva dall'Udinese, che rimane proprietaria dell'altra metà. Vengono acquistati anche due giocatori brasiliani classe '93, il primo è il centrocampista Felipe Anderson prelevato dal Santos per una cifra vicino ai 9 milioni di euro, mentre il secondo è il difensore Vinícius, svincolatosi dal Cruzeiro. La Lazio acquista, per una cifra vicino agli otto milioni, anche Lucas Biglia, capitano del club belga dell'Anderlecht. Il 1º settembre viene ufficializzato l'acquisto del portiere Etrit Berisha proveniente dal club svedese Kalmar FF.
Per quanto concerne le cessioni invece, i giocatori Modibo Diakité, Pasquale Foggia e Louis Saha concludono il contratto con la società capitolina e si accasano, i primi due rispettivamente con Sunderland e Dubai CSC, mentre Saha si ritira dal calcio giocato. Il 14 maggio 2013 il Norwich City esercita l'opzione di riscatto nei confronti di Javier Garrido, versando nelle cassi biancazzurre una cifra vicino a 1,5 milioni di euro. Viene ceduto in prestito anche il giovane attaccante Ettore Mendicino alla Salernitana e il giovane difensore Luca Crescenzi al Siena. Durante l'ultimo giorno di mercato viene ceduto, a titolo definitivo, l'attaccante ceco Libor Kozák agli inglesi dell'Aston Villa per 7,5 milioni di euro più 1,5 milioni di bonus. Viene ceduto anche il portiere argentino Albano Bizzarri al Genoa. Il 6 settembre viene ceduto a titolo definitivo, in Turchia, il difensore lituano Marius Stankevičius al Gaziantepspor.
La sessione invernale di calciomercato si apre con la cessione al Padova, in prestito con diritto di riscatto e contro riscatto, del giovane difensore brasiliano Vinícius Freitas. Nello stesso giorno vengono definiti anche la cessione di Sergio Floccari e l'acquisto dell'attaccante portoghese Hélder Postiga. L'ultimo giorno di mercato viene acquistato dal Chelsea, a titolo temporaneo, il centrocampista francese Gaël Kakuta e vengono ceduti Giuseppe Sculli, in prestito, al Genoa e Hernanes, a titolo definitivo, all'Inter, il brasiliano lascia la Lazio dopo 156 presenze e 41 gol.

### Sessione estiva(dal 1/7 al 2/9)
| Acquisti         | Acquisti              | Acquisti           | Acquisti                          |
| R.               | Nome                  | da                 | Modalità                          |
| ---------------- | --------------------- | ------------------ | --------------------------------- |
| P                | Etrit Berisha         | Kalmar             | definitivo (300 000 €)            |
| D                | Diego Novaretti       | Toluca             | svincolato                        |
| D                | Vinícius Freitas      | Cruzeiro           | svincolato                        |
| C                | Felipe Anderson       | Santos             | definitivo (8 milioni €)          |
| C                | Lucas Biglia          | Anderlecht         | definitivo (8 milioni €)          |
| A                | Brayan Perea          | Deportivo Cali     | definitivo (3 milioni €)          |
| Altre operazioni |                       |                    |                                   |
| R.               | Nome                  | da                 | Modalità                          |
| P                | Alessandro Berardi    | Verona             | fine prestito                     |
| D                | Seyi Adeleke          | Salernitana        | fine prestito                     |
| D                | Luca Andrea Crescenzi | Viareggio          | fine prestito                     |
| D                | Josip Elez            | Hajduk Spalato     | definitivo (500 000 €)            |
| D                | Roberto Galeazzi      | Polisportiva Vigor | prestito                          |
| D                | Alessio Luciani       | Salernitana        | risoluzione compartecipazione     |
| D                | Andrea Sbraga         | Pisa               | risoluzione compartecipazione     |
| D                | Moustapha Seck        | Barcellona         | svincolato                        |
| D                | Lorenzo Vassalli      | Siena              | prestito                          |
| C                | Daniele Antonacci     | Ostia Mare         | prestito                          |
| C                | Michal Borecki        | Chemik Bydgoszcz   | definitivo                        |
| C                | Antonio Candreva      | Udinese            | compartecipazione (1,7 milioni €) |
| C                | Giuseppe Capua        | Salernitana        | risoluzione compartecipazione     |
| C                | Matuzalém             | Genoa              | fine prestito                     |
| C                | Chris Oikonomidis     | Atalanta           | definitivo                        |
| C                | Riccardo Perpetuini   | Salernitana        | risoluzione compartecipazione     |
| C                | Manuel Ricci          | Salernitana        | fine prestito                     |
| A                | Emiliano Alfaro       | Al-Wasl            | fine prestito                     |
| A                | Tommaso Ceccarelli    | Lanciano           | fine prestito                     |
| A                | Salam Dené            | Salernitana        | risoluzione compartecipazione     |
| A                | Sani Emmanuel         | Bienne             | fine prestito                     |
| A                | Ettore Mendicino      | Como               | fine prestito                     |
| A                | Giuseppe Sculli       | Pescara            | fine prestito                     |

| Cessioni         | Cessioni              | Cessioni         | Cessioni                      |
| R.               | Nome                  | a                | Modalità                      |
| ---------------- | --------------------- | ---------------- | ----------------------------- |
| P                | Albano Bizzarri       | Genoa            | definitivo                    |
| D                | Modibo Diakité        | Sunderland       | svincolato                    |
| D                | Marius Stankevičius   | Gaziantepspor    | definitivo                    |
| C                | Pasquale Foggia       | Dubai Club       | svincolato                    |
| A                | Libor Kozák           | Aston Villa      | definitivo (7,5 milioni €)    |
| A                | Antonio Rozzi         | Real M. Castilla | prestito                      |
| A                | Mauro Zárate          | Vélez Sarsfield  | svincolato                    |
| Altre operazioni |                       |                  |                               |
| R.               | Nome                  | da               | Modalità                      |
| P                | Alessandro Berardi    | Salernitana      | prestito                      |
| P                | Tiziano Scarfagna     | Parma            | svincolato                    |
| D                | Seyi Adeleke          | Bienne           | prestito                      |
| D                | Luca Andrea Crescenzi | Siena            | prestito                      |
| D                | Javier Garrido        | Norwich City     | definitivo (1,5 milioni €)    |
| D                | Alessio Luciani       | Salernitana      | prestito                      |
| D                | Vittorio Salustri     | -                | svincolato                    |
| D                | Andrea Sbraga         | Salernitana      | prestito                      |
| D                | Alessandro Tuia       | Salernitana      | rinnovo compartecipazione     |
| D                | Aurimas Vilkaitis     | Nocerina         | prestito                      |
| C                | Cristian Brocchi      | -                | fine carriera                 |
| C                | Danilo Cataldi        | Crotone          | prestito                      |
| C                | Giuseppe Capua        | Salernitana      | prestito                      |
| C                | Alberto De Francesco  | Ischia           | compartecipazione             |
| C                | Matuzalém             | Genoa            | definitivo (1,5 milioni €)    |
| C                | Riccardo Perpetuini   | Salernitana      | prestito                      |
| C                | Federico Sevieri      | Lumezzane        | risoluzione compartecipazione |
| C                | Manuel Ricci          | -                | svincolato                    |
| C                | Enrico Zampa          | Salernitana      | rinnovo compartecipazione     |
| A                | Tommaso Ceccarelli    | Feralpisalò      | compartecipazione             |
| A                | Sani Emmanuel         | Aiginiakos       | prestito                      |
| A                | Ettore Mendicino      | Salernitana      | prestito                      |
| A                | Louis Saha            | -                | fine carriera                 |

### Sessione invernale(dal 3/1 al 31/1)
| Acquisti         | Acquisti              | Acquisti         | Acquisti             |
| R.               | Nome                  | da               | Modalità             |
| ---------------- | --------------------- | ---------------- | -------------------- |
| C                | Gaël Kakuta           | Chelsea          | prestito             |
| A                | Hélder Postiga        | Valencia         | prestito             |
| Altre operazioni |                       |                  |                      |
| R.               | Nome                  | da               | Modalità             |
| D                | Luca Andrea Crescenzi | Siena            | risoluzione prestito |
| D                | Alessandro Desideri   | Tor di Quinto    | definitivo           |
| D                | Andrea Sbraga         | Salernitana      | risoluzione prestito |
| C                | Emanuele Mancini      | Latina           | definitivo           |
| C                | Mika Mario Rokavec    | Aka Hib Liebenau | definitivo           |
| A                | Sani Emmanuel         | Aiginiakos       | risoluzione prestito |

| Cessioni         | Cessioni              | Cessioni  | Cessioni                    |
| R.               | Nome                  | a         | Modalità                    |
| ---------------- | --------------------- | --------- | --------------------------- |
| D                | Vinícius Freitas      | Padova    | prestito                    |
| C                | Hernanes              | Inter     | definitivo (20 milioni €)   |
| A                | Sergio Floccari       | Sassuolo  | definitivo (2.20 milioni €) |
| A                | Giuseppe Sculli       | Genoa     | prestito                    |
| Altre operazioni |                       |           |                             |
| R.               | Nome                  | da        | Modalità                    |
| D                | Luca Andrea Crescenzi | Pisa      | prestito                    |
| D                | Andrea Sbraga         | Carrarese | prestito                    |

## Risultati

### Serie A

#### Girone di andata
| Arbitro: | Gervasoni (Mantova) |

|                                  |           |            |
| Hernanes 13’ Candreva 16’ (rig.) | Marcatori | 60’ Muriel |

| Arbitro: | Tagliavento (Terni) |

|                                      |           |           |
| Vidal 14’, 26’ Vučinić 49’ Tévez 80’ | Marcatori | 28’ Klose |

| Arbitro: | Calvarese (Teramo) |

|                                   |           |  |
| Candreva 8’ Cavanda 38’ Lulić 41’ | Marcatori |  |

| Arbitro: | Rocchi (Firenze) |

|                                    |           |  |
| Balzaretti 63’ Ljajić 90+4’ (rig.) | Marcatori |  |

| Arbitro: | Irrati (Pistoia) |

|                                     |           |               |
| Ederson 4’ Lulić 39’ Hernanes 90+4’ | Marcatori | 6’ Barrientos |

| Arbitro: | Banti (Livorno) |

|                                |           |                             |
| Schelotto 55’ Floro Flores 76’ | Marcatori | 50’ André Dias 54’ Candreva |

| Roma 6 ottobre 2013, ore 20:45 CEST 7ª giornata | Lazio          | 0 – 0 referto | Fiorentina | Stadio Olimpico (30.562 spett.)\| Arbitro: \| Orsato (Schio) \| |
| Arbitro:                                        | Orsato (Schio) |               |            |                                                                 |

| Arbitro: | Russo (Nola) |

|                        |           |           |
| Cigarini 41’ Denis 84’ | Marcatori | 53’ Perea |

| Arbitro: | Massa (Imperia) |

|                               |           |  |
| Klose 52’ Candreva 55’ (rig.) | Marcatori |  |

| Arbitro: | Damato (Barletta) |

|          |           |           |
| Kaká 54’ | Marcatori | 72’ Ciani |

| Arbitro: | Tommasi (Bassano del Grappa) |

|  |           |                                |
|  | Marcatori | 60’ Kucka 72’ (rig.) Gilardino |

| Arbitro: | Rizzoli (Bologna) |

|               |           |                 |
| Lucarelli 64’ | Marcatori | 50’ Keita Baldé |

| Arbitro: | Orsato (Schio) |

|             |           |            |
| Soriano 67’ | Marcatori | 90+4’ Cana |

| Arbitro: | Bergonzi (Genova) |

|                                    |           |                                            |
| Behrami 25’ (aut.) Keita Baldé 88’ | Marcatori | 24’, 72’ Higuaín 50’ Pandev 90+1’ Callejón |

| Arbitro: | Tagliavento (Terni) |

|          |           |  |
| Glik 19’ | Marcatori |  |

| Arbitro: | Peruzzo (Schio) |

|                |           |  |
| Klose 19’, 26’ | Marcatori |  |

| Arbitro: | Calvarese (Teramo) |

|                                    |           |            |
| Toni 5’, 78’ Iturbe 44’ Rômulo 63’ | Marcatori | 27’ Biglia |

| Arbitro: | Damato (Barletta) |

|           |           |  |
| Klose 81’ | Marcatori |  |

| Bologna 11 gennaio 2014, ore 20:45 CET 19ª giornata | Bologna     | 0 – 0 referto | Lazio | Stadio Renato Dall'Ara (16.243 spett.)\| Arbitro: \| Celi (Bari) \| |
| Arbitro:                                            | Celi (Bari) |               |       |                                                                     |

#### Girone di ritorno
| Arbitro: | Rocchi (Firenze) |

|                              |           |                                                     |
| Di Natale 8’ (rig.) Badu 68’ | Marcatori | 62’ (rig.) Candreva 82’ (aut.) Lazzari 90’ Hernanes |

| Arbitro: | Massa (Imperia) |

|                     |           |              |
| Candreva 27’ (rig.) | Marcatori | 60’ Llorente |

| Arbitro: | Russo (Nola) |

|  |           |                             |
|  | Marcatori | 6’ Candreva 70’ Keita Baldé |

| Roma 9 febbraio 2014, ore 15:00 CET 23ª giornata | Lazio          | 0 – 0 referto | Roma | Stadio Olimpico (49.236 spett.)\| Arbitro: \| Orsato (Schio) \| |
| Arbitro:                                         | Orsato (Schio) |               |      |                                                                 |

| Arbitro: | Mazzoleni (Bergamo) |

|                                |           |             |
| Izco 1’ Spolli 48’ Peruzzi 58’ | Marcatori | 45+1’ Mauri |

| Arbitro: | Giacomelli (Trieste) |

|                                         |           |                               |
| Radu 36’ Klose 73’ Cannavaro 83’ (aut.) | Marcatori | 72’ Floccari 79’ Floro Flores |

| Arbitro: | Banti (Livorno) |

|  |           |         |
|  | Marcatori | 5’ Cana |

| Arbitro: | Peruzzo (Schio) |

|  |           |             |
|  | Marcatori | 60’ Moralez |

| Arbitro: | Irrati (Pistoia) |

|  |           |                           |
|  | Marcatori | 19’ Lulić 69’ Keita Baldé |

| Arbitro: | Rocchi (Firenze) |

|              |           |                  |
| González 61’ | Marcatori | 43’ (aut.) Konko |

| Arbitro: | Peruzzo (Schio) |

|                               |           |  |
| Gilardino 65’ Fetfatzidis 83’ | Marcatori |  |

| Arbitro: | Damato (Barletta) |

|                                    |           |                               |
| Lulić 15’ Klose 67’ Candreva 90+3’ | Marcatori | 26’ Biabiany 81’ (aut.) Ciani |

| Arbitro: | Calvarese (Teramo) |

|                        |           |  |
| Candreva 42’ Lulić 73’ | Marcatori |  |

| Arbitro: | Banti (Livorno) |

|                                            |           |                     |
| Mertens 41’ Higuaín 49’ (rig.), 67’, 90+4’ | Marcatori | 21’ Lulić 82’ Onazi |

| Arbitro: | Guida (Torre Annunziata) |

|                                      |           |                                        |
| Mauri 42’ Candreva 61’ (rig.), 90+4’ | Marcatori | 52’ Kurtić 67’ Tachtsidis 89’ Immobile |

| Arbitro: | De Marco (Chiavari) |

|  |           |                               |
|  | Marcatori | 15’ Mauri 51’ (rig.) Candreva |

| Arbitro: | Mazzoleni (Bergamo) |

|                                       |           |                                     |
| Keita Baldé 30’ Lulić 60’ Mauri 90+3’ | Marcatori | 37’ Marquinho 69’ Iturbe 83’ Rômulo |

| Arbitro: | Massa (Imperia) |

|                                         |           |          |
| Palacio 7’, 37’ Icardi 34’ Hernanes 79’ | Marcatori | 2’ Biava |

| Arbitro: | Maresca (Napoli) |

|                     |           |  |
| Biglia 90+4’ (rig.) | Marcatori |  |

### Coppa Italia

#### Fase finale
| Arbitro: | Gervasoni (Mantova) |

|                  |           |              |
| Perea 25’, 90+1’ | Marcatori | 43’ Biabiany |

| Arbitro: | Banti (Livorno) |

|             |           |  |
| Higuaín 82’ | Marcatori |  |

### UEFA Europa League

#### Fase a gironi
| Arbitro: | Jakobsson |

|              |           |  |
| Hernanes 53’ | Marcatori |  |

| Arbitro: | Hansson |

|                                                 |           |                             |
| Erdoğan 12’ Mierzejewski 22’ Paulo Henrique 35’ | Marcatori | 29’ Onazi 84’, 85’ Floccari |

| Nicosia 24 ottobre 2013, ore 19:00 CEST 3ª giornata | Apollōn Limassol | 0 – 0 referto | Lazio | Stadio Neo GSP (8.943 spett.)\| Arbitro: \| Manuel de Sousa \| |
| Arbitro:                                            | Manuel de Sousa  |               |       |                                                                |

| Arbitro: | Madden |

|                   |           |              |
| Floccari 14’, 37’ | Marcatori | 39’ Papoulis |

| Arbitro: | Blom |

|  |           |                               |
|  | Marcatori | 24’ Perea 57’ Felipe Anderson |

| Roma 12 dicembre 2013, ore 21:05 CET 6ª giornata | Lazio  | 0 – 0 referto | Trabzonspor | Stadio Olimpico (7.732 spett.)\| Arbitro: \| Turpin \| |
| Arbitro:                                         | Turpin |               |             |                                                        |

#### Fase ad eliminazione diretta
| Arbitro: | Zwayer |

|  |           |            |
|  | Marcatori | 45’ Bezjak |

| Arbitro: | Benquerença |

|                                              |           |                                    |
| Bezjak 67’ Zlatinski 78’ Juninho Quixadá 88’ | Marcatori | 1’ Keita Baldé 54’ Perea 82’ Klose |

### Supercoppa italiana
| Arbitro: | Rocchi (Firenze) |

|                                                    |           |  |
| Pogba 23’ Chiellini 52’ Lichtsteiner 54’ Tévez 56’ | Marcatori |  |

## Statistiche
Statistiche aggiornate al 18 maggio 2014.

### Statistiche di squadra
| Competizione        | Punti | In casa | In casa | In casa | In casa | In casa | In casa | In trasferta | In trasferta | In trasferta | In trasferta | In trasferta | In trasferta | Totale | Totale | Totale | Totale | Totale | Totale | DR |
| Competizione        | Punti | G       | V       | N       | P       | Gf      | Gs      | G            | V            | N            | P            | Gf           | Gs           | G      | V      | N      | P      | Gf     | Gs     | DR |
| ------------------- | ----- | ------- | ------- | ------- | ------- | ------- | ------- | ------------ | ------------ | ------------ | ------------ | ------------ | ------------ | ------ | ------ | ------ | ------ | ------ | ------ | -- |
| Serie A             | 56    | 19      | 10      | 6       | 3       | 32      | 21      | 19           | 5            | 5            | 9            | 22           | 33           | 38     | 15     | 11     | 12     | 54     | 54     | 0  |
| Coppa Italia        | -     | 1       | 1       | 0       | 0       | 2       | 1       | 1            | 0            | 0            | 1            | 0            | 1            | 2      | 1      | 0      | 1      | 2      | 2      | 0  |
| Europa League       | 12    | 4       | 2       | 1       | 1       | 3       | 2       | 4            | 1            | 3            | 0            | 8            | 6            | 8      | 3      | 4      | 1      | 11     | 8      | 3  |
| Supercoppa italiana | -     | 0       | 0       | 0       | 0       | 0       | 0       | 1            | 0            | 0            | 1            | 0            | 4            | 1      | 0      | 0      | 1      | 0      | 4      | −4 |
| Totale              | -     | 24      | 13      | 7       | 4       | 37      | 24      | 25           | 6            | 8            | 11           | 30           | 44           | 49     | 19     | 15     | 15     | 67     | 68     | −1 |

### Andamento in campionato
| Giornata  | 1 | 2 | 3 | 4 | 5 | 6 | 7 | 8 | 9 | 10 | 11 | 12 | 13 | 14 | 15 | 16 | 17 | 18 | 19 | 20 | 21 | 22 | 23 | 24 | 25 | 26 | 27 | 28 | 29 | 30 | 31 | 32 | 33 | 34 | 35 | 36 | 37 | 38 |
| --------- | - | - | - | - | - | - | - | - | - | -- | -- | -- | -- | -- | -- | -- | -- | -- | -- | -- | -- | -- | -- | -- | -- | -- | -- | -- | -- | -- | -- | -- | -- | -- | -- | -- | -- | -- |
| Luogo     | C | T | C | T | C | T | C | T | C | T  | C  | T  | T  | C  | T  | C  | T  | C  | T  | T  | C  | T  | C  | T  | C  | T  | C  | T  | C  | T  | C  | C  | T  | C  | T  | C  | T  | C  |
| Risultato | V | P | V | P | V | N | N | P | V | N  | P  | N  | N  | P  | P  | V  | P  | V  | N  | V  | N  | V  | N  | P  | V  | V  | P  | V  | N  | P  | V  | V  | P  | N  | V  | N  | P  | V  |
| Posizione | 1 | 6 | 6 | 8 | 6 | 6 | 7 | 8 | 7 | 7  | 7  | 8  | 8  | 8  | 12 | 8  | 8  | 8  | 9  | 9  | 9  | 9  | 9  | 9  | 9  | 8  | 8  | 7  | 7  | 8  | 8  | 7  | 7  | 8  | 6  | 9  | 10 | 9  |

Fonte:  Serie A – Classifiche, su sport.sky.it, Sky Sport. URL consultato il 16 settembre 2014 (archiviato dall'url originale il 18 agosto 2014).
Legenda:

Luogo: C = Casa; T = Trasferta. Risultato: V = Vittoria; N = Pareggio; P = Sconfitta.

### Statistiche dei giocatori
Nel conteggio delle reti realizzate si aggiungano tre autoreti a favore in campionato.
| Giocatore        | Serie A  | Serie A | Serie A     | Serie A    | Coppa Italia | Coppa Italia | Coppa Italia | Coppa Italia | UEFA Europa League | UEFA Europa League | UEFA Europa League | UEFA Europa League | Supercoppa italiana | Supercoppa italiana | Supercoppa italiana | Supercoppa italiana | Totale   | Totale | Totale      | Totale     |
| Giocatore        | Presenze | Reti    | Ammonizioni | Espulsioni | Presenze     | Reti         | Ammonizioni  | Espulsioni   | Presenze           | Reti               | Ammonizioni        | Espulsioni         | Presenze            | Reti                | Ammonizioni         | Espulsioni          | Presenze | Reti   | Ammonizioni | Espulsioni |
| ---------------- | -------- | ------- | ----------- | ---------- | ------------ | ------------ | ------------ | ------------ | ------------------ | ------------------ | ------------------ | ------------------ | ------------------- | ------------------- | ------------------- | ------------------- | -------- | ------ | ----------- | ---------- |
| M. Antić         | -        | -       | -           | -          | -            | -            | -            | -            | -                  | -                  | -                  | -                  | -                   | -                   | -                   | -                   | -        | -      | -           | -          |
| E. Alfaro        | -        | -       | -           | -          | -            | -            | -            | -            | -                  | -                  | -                  | -                  | -                   | -                   | -                   | -                   | -        | -      | -           | -          |
| Felipe Anderson  | 13       | 0       | 1           | 0          | 2            | 0            | 0            | 0            | 5                  | 1                  | 0                  | 0                  | -                   | -                   | -                   | -                   | 20       | 1      | 1           | 0          |
| G. Barreto       | -        | -       | -           | -          | -            | -            | -            | -            | -                  | -                  | -                  | -                  | -                   | -                   | -                   | -                   | -        | -      | -           | -          |
| E. Berisha       | 17       | −25     | 0           | 0          | 2            | −2           | 0            | 0            | 4                  | −2                 | 0                  | 0                  | -                   | -                   | -                   | -                   | 23       | 0      | 0           | 0          |
| G. Biava         | 20       | 1       | 2           | 0          | 1            | 0            | 0            | 0            | 2                  | 0                  | 1                  | 0                  | 1                   | 0                   | 0                   | 0                   | 24       | 1      | 3           | 0          |
| L. Biglia        | 26       | 2       | 5           | 1          | 1            | 0            | 1            | 0            | 4                  | 0                  | 1                  | 0                  | 1                   | 0                   | 0                   | 0                   | 32       | 2      | 7           | 1          |
| L. Cana          | 26       | 2       | 7           | 1          | -            | -            | -            | -            | 6                  | 0                  | 1                  | 0                  | -                   | -                   | -                   | -                   | 32       | 2      | 8           | 1          |
| A. Candreva      | 37       | 12      | 2           | 1          | 1            | 0            | 0            | 0            | 5                  | 0                  | 1                  | 0                  | 1                   | 0                   | 0                   | 0                   | 44       | 12     | 3           | 1          |
| L. P. Cavanda    | 19       | 1       | 3           | 0          | 2            | 0            | 0            | 0            | 7                  | 0                  | 2                  | 1                  | 1                   | 0                   | 0                   | 0                   | 29       | 1      | 5           | 1          |
| T. Ceccarelli    | -        | -       | -           | -          | -            | -            | -            | -            | -                  | -                  | -                  | -                  | -                   | -                   | -                   | -                   | -        | -      | -           | -          |
| M. Ciani         | 18       | 1       | 6           | 0          | 2            | 0            | 0            | 0            | 6                  | 0                  | 2                  | 0                  | -                   | -                   | -                   | -                   | 26       | 1      | 8           | 0          |
| L. Crecco        | 1        | 0       | 0           | 0          | -            | -            | -            | -            | -                  | -                  | -                  | -                  | -                   | -                   | -                   | -                   | 1        | 0      | 0           | 0          |
| S. Dené          | -        | -       | -           | -          | -            | -            | -            | -            | -                  | -                  | -                  | -                  | -                   | -                   | -                   | -                   | -        | -      | -           | -          |
| André Dias       | 16       | 1       | 1           | 1          | 2            | 0            | 0            | 0            | -                  | -                  | -                  | -                  | 1                   | 0                   | 1                   | 0                   | 19       | 1      | 2           | 1          |
| A. Di Mario      | -        | -       | -           | -          | -            | -            | -            | -            | -                  | -                  | -                  | -                  | -                   | -                   | -                   | -                   | -        | -      | -           | -          |
| Ederson          | 15       | 1       | 0           | 0          | 1            | 0            | 0            | 0            | 5                  | 0                  | 1                  | 0                  | 1                   | 0                   | 0                   | 0                   | 22       | 1      | 1           | 0          |
| J. Elez          | 0        | 0       | 0           | 0          | -            | -            | -            | -            | -                  | -                  | -                  | -                  | -                   | -                   | -                   | -                   | 0        | 0      | 0           | 0          |
| S. Emmanuel      | -        | -       | -           | -          | -            | -            | -            | -            | -                  | -                  | -                  | -                  | -                   | -                   | -                   | -                   | -        | -      | -           | -          |
| L. Filippini     | -        | -       | -           | -          | -            | -            | -            | -            | -                  | -                  | -                  | -                  | -                   | -                   | -                   | -                   | -        | -      | -           | -          |
| S. Floccari      | 14       | 0       | 1           | 0          | -            | -            | -            | -            | 6                  | 4                  | 0                  | 0                  | 1                   | 0                   | 0                   | 0                   | 21       | 4      | 1           | 0          |
| A. González      | 25       | 1       | 1           | 0          | 1            | 0            | 0            | 0            | 4                  | 0                  | 1                  | 0                  | -                   | -                   | -                   | -                   | 30       | 1      | 2           | 0          |
| G. Guerrieri     | -        | -       | -           | -          | -            | -            | -            | -            | -                  | -                  | -                  | -                  | -                   | -                   | -                   | -                   | -        | -      | -           | -          |
| Hernanes         | 17       | 3       | 4           | 1          | -            | -            | -            | -            | 6                  | 1                  | 0                  | 0                  | 1                   | 0                   | 1                   | 0                   | 24       | 4      | 5           | 1          |
| G. Kakuta        | 1        | 0       | 0           | 0          | -            | -            | -            | -            | 1                  | 0                  | 0                  | 0                  | -                   | -                   | -                   | -                   | 2        | 0      | 0           | 0          |
| Keita Baldé      | 25       | 5       | 2           | 0          | 2            | 0            | 0            | 0            | 8                  | 1                  | 1                  | 0                  | -                   | -                   | -                   | -                   | 35       | 6      | 3           | 0          |
| M. Klose         | 25       | 7       | 2           | 0          | -            | -            | -            | -            | 3                  | 1                  | 0                  | 0                  | 1                   | 0                   | 0                   | 0                   | 29       | 8      | 2           | 0          |
| A. Konko         | 21       | 0       | 1           | 0          | 2            | 0            | 0            | 0            | 3                  | 0                  | 1                  | 0                  | -                   | -                   | -                   | -                   | 26       | 0      | 2           | 0          |
| C. D. Ledesma    | 27       | 0       | 7           | 1          | 1            | 0            | 0            | 0            | 5                  | 0                  | 1                  | 0                  | 1                   | 0                   | 0                   | 0                   | 34       | 0      | 8           | 1          |
| C. Lombardi      | -        | -       | -           | -          | -            | -            | -            | -            | -                  | -                  | -                  | -                  | -                   | -                   | -                   | -                   | -        | -      | -           | -          |
| S. Lulić         | 30       | 7       | 10          | 1          | 1            | 0            | 1            | 0            | 5                  | 0                  | 0                  | 0                  | 1                   | 0                   | 0                   | 0                   | 37       | 7      | 11          | 1          |
| F. Marchetti     | 21       | −29     | 1           | 0          | -            | -            | -            | -            | 4                  | −6                 | 0                  | 0                  | 1                   | −4                  | 0                   | 0                   | 26       | 0      | 1           | 0          |
| S. Mauri         | 12       | 4       | 1           | 0          | -            | -            | -            | -            | -                  | -                  | -                  | -                  | -                   | -                   | -                   | -                   | 12       | 4      | 1           | 0          |
| J. Minala        | 3        | 0       | 0           | 0          | -            | -            | -            | -            | -                  | -                  | -                  | -                  | -                   | -                   | -                   | -                   | 3        | 0      | 0           | 0          |
| A. Murgia        | -        | -       | -           | -          | -            | -            | -            | -            | -                  | -                  | -                  | -                  | -                   | -                   | -                   | -                   | -        | -      | -           | -          |
| D. Novaretti     | 11       | 0       | 2           | 1          | 2            | 0            | 0            | 0            | 4                  | 0                  | 0                  | 0                  | -                   | -                   | -                   | -                   | 17       | 0      | 2           | 1          |
| O. Onazi         | 29       | 1       | 4           | 1          | 2            | 0            | 0            | 0            | 8                  | 1                  | 0                  | 0                  | 1                   | 0                   | 0                   | 0                   | 40       | 2      | 4           | 1          |
| B. Perea         | 19       | 1       | 3           | 0          | 2            | 2            | 1            | 0            | 6                  | 2                  | 1                  | 0                  | -                   | -                   | -                   | -                   | 27       | 5      | 5           | 0          |
| B. Pereirinha    | 11       | 0       | 4           | 0          | -            | -            | -            | -            | -                  | -                  | -                  | -                  | -                   | -                   | -                   | -                   | 11       | 0      | 4           | 0          |
| G. Pollace       | -        | -       | -           | -          | -            | -            | -            | -            | -                  | -                  | -                  | -                  | -                   | -                   | -                   | -                   | -        | -      | -           | -          |
| H. Postiga       | 5        | 0       | 0           | 0          | -            | -            | -            | -            | -                  | -                  | -                  | -                  | -                   | -                   | -                   | -                   | 5        | 0      | 0           | 0          |
| S. Radu          | 25       | 1       | 9           | 0          | 1            | 0            | 0            | 0            | 5                  | 0                  | 1                  | 0                  | 1                   | 0                   | 0                   | 0                   | 32       | 1      | 10          | 0          |
| G. Sculli        | -        | -       | -           | -          | -            | -            | -            | -            | -                  | -                  | -                  | -                  | -                   | -                   | -                   | -                   | -        | -      | -           | -          |
| M. Seck          | -        | -       | -           | -          | -            | -            | -            | -            | -                  | -                  | -                  | -                  | -                   | -                   | -                   | -                   | -        | -      | -           | -          |
| R. Serpieri      | -        | -       | -           | -          | -            | -            | -            | -            | -                  | -                  | -                  | -                  | -                   | -                   | -                   | -                   | -        | -      | -           | -          |
| T. Strakosha     | -        | -       | -           | -          | -            | -            | -            | -            | -                  | -                  | -                  | -                  | -                   | -                   | -                   | -                   | -        | -      | -           | -          |
| M. Tounkara      | 1        | 0       | 0           | 0          | -            | -            | -            | -            | -                  | -                  | -                  | -                  | -                   | -                   | -                   | -                   | 1        | 0      | 0           | 0          |
| Vinícius Freitas | -        | -       | -           | -          | -            | -            | -            | -            | -                  | -                  | -                  | -                  | -                   | -                   | -                   | -                   | -        | -      | -           | -          |